# Kautenbach
Kautenbach (en luxembourgeois : Kautebaach ) est une section de la commune luxembourgeoise de Kiischpelt située dans le canton de Wiltz.

## Géographie
Le village est situé où la Clerve se jette dans la Wiltz, un affluent de la Sûre. Il est desservi par une gare ferroviaire.

## Histoire
Kautenbach est une commune à part entière avant sa fusion avec la commune de Wilwerwiltz le 1er janvier 2006 pour former la nouvelle commune de Kiischpelt. Avant le 17 avril 1914, la commune a pour nom et chef-lieu Alscheid.

## Culture locale et patrimoine

### Lieux et monuments
- Église Saint-Bernard de Kautenbach (lb)

### Héraldique, logotype et devise
| Blason de l'ancienne commune de Kautenbach | L'écu de Kautenbach se blasonne ainsi : D'or à la hache d'armes en pal de gueules, accostée de deux poissons adossés de sable, au chef échiqueté d'argent et de gueules. |